# Hyde Park (Metro de Los Ángeles)
Hyde Park es una estación en la Línea K del Metro de Los Ángeles . La estación se encuentra localizada  en Sur de Los Ángeles. La Autoridad de Transporte Metropolitano del Condado de Los Ángeles es la encargada por el mantenimiento y administración de la estación.

## Descripción y servicios
La estación cuenta con 1 plataforma central y 2 vías.  